# 浙江新闻联播
《浙江新闻联播》（英語：Zhejiang Xinwen Lianbo），原名《浙江新闻》，1990年10月1日更名为《浙江新闻联播》，1995年更名为《浙江卫视新闻》，2006年再次复名为《浙江新闻联播》。是由浙江广播电视集团新闻中心制作的一档综合性新闻节目。旨在“紧扣时代脉搏，关注社会变革，宏扬浙江精神，权威全面及时展现浙江政治、经济和社会生活”。该节目于1995年1月1日曾一度更名为《浙江卫视新闻》。2006年初，《浙江卫视新闻》全新改版，正式恢复原名为《浙江新闻联播》。

## 播出时间
《浙江新闻联播》通常每天18:30在浙江卫视首播，21:00、22:00、23:00在浙江新闻频道重播，以及次日06:30在浙江卫视重播。

## 主播
每期节目由两名主播负责播报。
- 许婷
- 席文
- 何敏
- 高源
- 秦原
- 江皓